# Війна двох королів
Війна двох королів (1688—1691) (ірл. Cogadh an Dá Rí) — військовий конфлікт в Ірландії між якобітами — прихильниками Якова ІІ та вільямітами — прихильниками Вільгельма III. Велася на території Ірландії.
Війна стала наслідком Славної революції, під час якої Якова було скинуто з трону. Яків розраховував на переважну підтримку якобітами в Ірландії та сподівався використати цю підтримку як базу для відновлення своєї влади над трьома королівствами: Англією, Шотландією та Ірландією. Окрім того, підтримку Якову надавала Франція, завдяки чому Війна двох королів перетворилася на частину більшого європейського конфлікту, відомого як Дев'ятирічна війна.

## Передумови
Війна в Ірландії стала прямим наслідком Славної революції в Англії. Яків II, король Англії, Ірландії та Шотландії (під ім'ям Якова VII), який сповідував католицизм, намагався забезпечити свободу віросповідання для католиків в обхід англійського парламенту. Для багатьох в Англії це нагадувало правління Карла I, чий конфлікт з парламентом призвів до громадянської війни.
Переломним моментом у стосунках Якова з англійськими політичними колами стало народження у нього сина від його другої дружини Марії Моденської, що відкрило перспективу довготривалого панування католицької династії Стюартів. Незгода деяких політичних постатей з такою перспективою призвела до змови з метою запрошення Вільяма III штатгальтера Нідерландів, чоловіка Марії Стюарт, доньки Якова, до вторгнення в Англію.
Нідерланди знаходилися на межі війни з Францією Людовика XIV, на той час найпотужнішою військовою силою в Європі. Англійські королі Карл I та Яків II прагнули тісного союзу з Францією з часу Реставрації, і Вільям мав на меті позбавити Францію англійських ресурсів — фінансових, людських та військових, і отримати ці ресурси для своєї Аугсбурзької ліги.

## Кампанія в Ольстері
Після висадки Вільяма в Англії намісник Якова в Ірландії, Річард Талбот, вжив заходів для того, щоби всі стратегічні позиції в Ірландії охоронялися гарнізонами щойно набраної Ірландської католицької армії, лояльної до Якова. Північна провінція Ольстер, в якій концентрація англійських та шотландських поселенців була найбільшою, була єдиною частиною Ірландії, де Толбот наразився на серйозний опір. Спроба заколоту, організована протестантами в Бандоні, була швидко придушена якобітами.
До листопада 1688, лише у місті-фортеці Деррі залишився протестантський гарнізон. 7 грудня 1688 якобітська армія почала облогу Деррі.
Хоча здавалося, що у якобітів була значна перевага в кількості в Ірландії, фактично, якобітська армія складалася з селянських банд, більшість з яких була погано озброєна і нетренована. Тим не менше, якобітським силам вдалося відкинути протестантську вільямітську міліцію в зіткненні біля Дромору, відомому як прорив біля Дромору, і окупувати східний Ольстер.

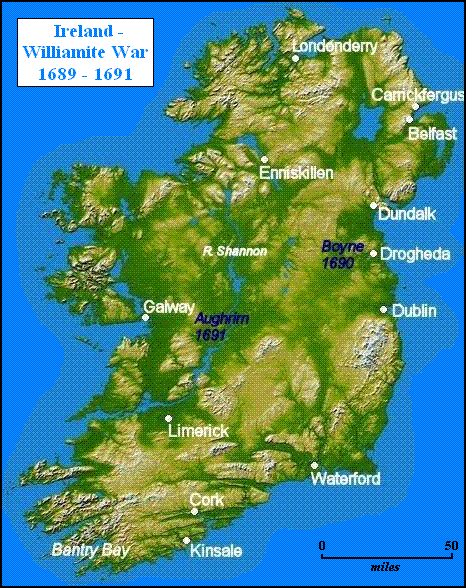
Мапа Ірландії з позначенням головних битв війни

Після того, як Якова було скинуто з престолу і він утік до Франції, Людовик XIV, який на той час перебував у стані війни з Вільгельмом Оранським, надав йому війська та фінансову підтримку для реставрації на троні, проте за умови, що така сама кількість ірландських рекрутів повинна бути направлена до Франції.
12 березня 1689 Яків висадився в Кінсейлі, Ірландія, з 2500 вояків під орудою Конрада фон Розена,. Після походу на Дублін, де його прихильно прийняли, він рушив на північ та приєднався до облоги Деррі 18 квітня.
Яків опинився на чолі переважно ірландського католицького руху, і 7 березня він головував на сесії в ірландському парламенті, який складався практично лише з католицької знаті. Він неохоче погодився з парламентською вимогою видати акт, який проголошував, що англійський Парламент позбавлявся прав ухвалювати закони для Ірландії. Він також погодився, знову неохоче, повернути ірландським католиками землі, конфісковані після завоювання Кромвелем Ірландії, шляхом конфіскації земель у прихильників Вільгельма. Пізніше цей парламент отримав назву «Патріотичний парламент» від ірландських націоналістів.
11 червня вільямітський флот прибув на допомогу до Беррі і під орудою маршала Фредеріка Шомберга зняв облогу міста 28 липня 1689.
В Енніскіленні, 80 км на північ від Деррі, озброєні мешканці місцевої протестантської громади створили добре організовану міліцію. Використовуючи Енніскілен в якості бази, вони проводили рейди проти якобітських сил в Коннахті та Ольстері. Для боротьби з ними в Дубліні було зібрано погано треновану якобітську армію під орудою Джастіна Маккарті. 28 липня 1689 армія Маккарті була розбита в битві при Ньютонбатлері. Велика частина якобітських сил розбіглася, щойно пролунали перші постріли, а 1500 з них були вбиті або потонули під час переслідування вільямітською кавалерією. Ця поразка, а також висадка головних вільямітських сил на сході провінції, призвела до того, що більшість якобітських сил відійшла з Ольстера і укріпилась біля Дандолка.

## Кампанія Шломберга
13 серпня 1689 війська Вільяма під орудою Фредеріка Шломберга висадилися в затоці Баліґолм в Дауні та, після захоплення міста Карікфергус, направилися до Дандолку. Основна якобітська армія під орудою віце-короля Тирконела заблокувала Шломбергу прохід на південь, проте в битву не вступала. Обидві армії укріпилися одна навпроти одної та залишалися на своїх позиціях кілька тижнів за холодної та вологої погоди, після чого відійшли на зимові квартири. Вільяміти втратили кілька тисяч людей, незважаючи на те, що не відбулося жодного значущого бойового зіткнення, у зв'язку з хворобами. Більше того, взимку 1689 та протягом наступних двох років вони потерпали від ірландських католицьких партизанів. Вояки Шломберга надалі помирали від хвороб на їхніх зимових квартирах внаслідок суворої погоди та поганого забезпечення харчами. Нестача харчів виникла частково через погане керування, проте також внаслідок спустошення, яке вчинили якобіти під час відступу. Місцеве населення також страшенно потерпало від цієї тактики.

## Битва на річці Бойн
Незадоволений прогресом Шломберга, Вільям вирішив взяти кампанію в свої руки. Він прибув з флотом з 300 кораблів в Белфастську затоку з армією з 36000 вояків та рушив до Дубліна. Якобіти відступили на південний берег річки Бойн та закріпилися біля Дрогеди. 1 липня Вільям атакував позиції якобітів, змусивши їх відступити. Якобітська армія відступила до Дубліна, але наступного дня залишила місто та пішла до Лімерика. Армія Вільяма захопила Дублін без бою.
У військовому плані битва не принесла вирішальної переваги жодній із сторін, проте головним її наслідком стала зневіра Якова у остаточній перемозі та його втеча до Франції, і, як результат, деморалізація якобітської армії.
Битва при Бойні могла завершити війну, проте Вільям зажадав дуже суворих умов мир в своїй декларації у Фінгласі, виключивши якобітських офіцерів та ірландський католицький земельний клас з амністії, яку він запропонував рядовим воякам якобітської армії. В результаті, у лідерів якобітської армії не залишалось вибору, окрім як битися до отримання гарантій того, що їхні життя, власність, громадянські та релігійні права будуть враховані в новій мирній угоді.

## Перша облога Лімерика
Через непоступливість Вільгельма війна тривала. Ірландські якобіти відступили до Лімерика, де їм вдалося встояти облогу в 1690, завдавши важких втрат вільямитам. Останні відійшли з заходу Ірландії, проте їм вдалося посилити свої позиції на півдні країни в кінці 1690. Їхні війська під орудою герцога Мальборо захопили південні порти Корк та Кінсейл.

## Друга облога Лімерика
Ґодар фон Рід, який став головнокомандувачем вільямитської армії після від'їзду Вільгельма з Ірландії в кінці 1690, розпочав наступ на Конахт, взявши в облогу Атлон. Після цього він розпочав наступ на головні укріплення якобітів у Ґолвеї та Лімерику. В битві при Огримі армія фон Ріда завдала нищівної поразки якобітам під орудою французького командувача маркіза де Сен-Рута, які втратили до 8000 вояків — до половини їхньої армії вбитими, пораненими та полоненими.
Сен-Рута було вбито під час битви. Фон Рід захопив Ґолвей, який капітулював на сприятливих для себе умовах. Після цього фон Рід почав облогу Лімерика, гарнізон якого капітулював 23 вересня 1691.

## Мирна угода в Лімерику
Мирну угоду в Лімерику було підписано 3 жовтня 1691 на умовах, сприятливих для якобітів, які хотіли залишитися в Ірландії та присягнути на вірність Вільгельму III; їм надавалися повні цивільні права та забезпечувалася свобода віросповідання.
Ірландський парламент, в якому панували протестанти, в 1695 ухвалив дискримінаційні щодо до католиків закони, а в 1697 відмовився ратифікувати угоду.

## Наслідки
Війна мала два основні наслідки: перемога вільямитів унеможливила повернення на трон Якова II, а також забезпечила британське та протестантське панування над Ірландією. До XIX століття Ірландія знаходилась під владою переважно протестантського правлячого класу.